# Wo soll ich fliehen hin
Wo soll ich fliehen hin? (Où dois-je m'enfuir ?) (BWV 5) est une cantate religieuse de Johann Sebastian Bach composée à Leipzig en 1724.

## Histoire et livret
Bach écrivit cette cantate chorale de son deuxième cycle annuel de cantates durant sa deuxième année à Leipzig à l'occasion du dix-neuvième dimanche après la Trinité et la dirigea le 15 octobre 1724. Pour cette destination liturgique, deux autres cantates ont franchi le seuil de la postérité : les BWV 48 et 56. Les lectures prescrites pour le dimanche étaient l'Épître aux Éphésiens de Paul l'apôtre 4:22–28, et Mat. 9:1–8, la guérison du paralytique à Capharnaüm. Le texte de la cantate est basé sur le choral en onze strophes Wo soll ich fliehen hin de Johann Heermann publié en 1630, qui est recommandé pour le dimanche dans le « Dresdner Gesangbuch ».
Un poète inconnu a conservé les première et dernière strophes comme mouvements respectifs de la cantate. Il a paraphrasé assez librement les autres strophes, les deuxième et troisième pour le 2emouvement, la quatrième pour le 3e mouvement, les cinquième et septième pour le 4e mouvement, la huitième strophe pour le 5e mouvement, et les neuvième et dixième strophes pour le 6e mouvement. L'année précédente, Bach avait composé pour cette même occasion Ich elender Mensch, wer wird mich erlösen, (BWV 48), se concentrant sur la promesse de Jésus à l'homme malade : « Tes péchés sont pardonnés ». De la même façon, la conscience d'être un pécheur qui a besoin de guérir est le thème du choral de Hermann et de cette cantate. La poésie amplifie les images du choral dont le compositeur peut user, par exemple dans le troisième mouvement, la source divine de sang pour nettoyer les taches du péché, une phrase baroque qui se réfère au Livre des Psaumes 51:4, Révélation 1:5 et Révélation 7:14. Dans le cinquième mouvement, le poète a inventé une féroce armée diabolique réduite au silence par le croyant qui montre le sang de Jésus.

## Structure et instrumentation
La cantate est écrite pour deux hautbois, tromba da tirarsi (trompette à coulisse), deux violons, alto et basse continue, quatre solistes (soprano, alto, ténor, basse) et chœur à quatre voix.
La cantate comporte sept mouvements en sol mineur :
1. chœur : Wo soll ich fliehen hin
2. récitatif (basse] : Der Sünden Wust hat mich nicht nur befleckt
3. aria (ténor) : Ergieße dich reichlich, du göttliche Quelle
4. récitatif (alto) : Mein treuer Heiland tröstet mich
5. aria (basse) : Verstumme, Höllenheer
6. récitatif (soprano) : Ich bin ja nur das kleinste Teil der Welt
7. choral : Führ auch mein Herz und Sinn

## Musique
Bach a disposé les mouvements en symétrie autour du quatrième mouvement comme pivot de la cantate entre désolation et espoir, un récitatif qui s'enrichit de l'apport du cantus firmus du choral joué par le hautbois. Un vers de la strophe du choral est chanté tel quel : « was ich gesündigt habe ». Dans le chœur d'ouverture, Bach attribue à la soprano la mélodie en longues notes dépouillées renforcée par la trompette tandis que les parties vocales sont insérées dans un concerto instrumental indépendant. Les motifs des instruments, qui apparaissent également dans les voix graves, sont issus de l'air , suivant le mouvement ascendant du premier vers et le mouvement descendant du second. Les deux autres récitatifs sont secco. La première aria est accompagnée seulement d'un alto obligé illustrant l'écoulement du sang, décrit par John Eliot Gardiner comme le « jaillissant effet curatif de la source divine ». Le ténor chante la même figuration sur le mot « wäschet ». Bach a rarement utilisé l'alto solo dans ses cantates (deux fois, selon Boyd) et il est possible qu'il ait joué ces solos lui-même. La deuxième aria est accompagnée de tout l'orchestre avec la trompette comme un « obbligato férocement exigeant ». Par de soudaines ruptures, il transmet l'appel au silence : « Verstumme, Höllenheer » (Tais-toi, hôte de l'Enfer). Aussi différentes l'une de l'autre que soient les deux arias, la figuration de la seconde est similaire à celle de la première, exprimant que c'est le flux même du sang qui impose silence à l'« armée de l'Enfer ». Le choral final est disposé en quatre parties.

## Source
- (en) Cet article est partiellement ou en totalité issu de l’article de Wikipédia en anglais intitulé « Wo soll ich fliehen hin, BWV 5 » (voir la liste des auteurs).